# Axel Olsson (Schauspieler)
Axel Olsson (* 1947 in Hamburg)  ist ein deutscher Schauspieler. Er ist als Wirt Shorty durch die TV-Serie Neues aus Büttenwarder bekannt.

## Karriere
Olsson machte zuerst eine Ausbildung zum Radio- und Fernsehtechniker. Danach besuchte er eine Schauspielschule.
Er gehörte seit 1997 bis zu dessen Einstellung zur Stammbesetzung von Neues aus Büttenwarder. Im Fernsehen war er vor allem durch Besetzungen in Kriminalfilmen und -serien zu sehen. So beispielsweise Großstadtrevier, Stubbe – Von Fall zu Fall, Tatort, Polizeiruf 110  und SOKO Wismar.
Ab 2009 war er Nachfolger von Edgar Hoppe als Synchronstimme von Hein Blöd bei Käpt'n Blaubär.

## Filmografie
| - 1984: Frevel - 1988: Der Experte - 1992: Mau Mau - 1992–1994: Die Männer vom K3 - 1994: Der gute Merbach - 1994–1995: Alles außer Mord - 1995: Geschichten aus dem Leben - 1995: Stubbe – Von Fall zu Fall - 1997–2021: Neues aus Büttenwarder - 1997: Freunde wie wir - 1997: Mama ist unmöglich - 1998: Sommergewitter - 1998: Heimatgeschichten - 1999: Meine beste Feindin | - 2001: Ein Zwilling zuviel - 2001: Tatort – Exil! - 2002: Polizeiruf 110 – Vom Himmel gefallen - 2002: Sophiiiie! - 2004: Der Landarzt - 2004: Erbin mit Herz - 2005: Die blaue Grenze - 2007: Küstenwache - 2007: Doktor Martin - 2008: Löwenzahn - 2008: SOKO Wismar - 2009: Ganz nah bei Dir - 2010: Großstadtrevier |